# Krzczonów (gmina)
Pour les articles homonymes, voir Krzczonów.
Krzczonów est une gmina rurale (gmina wiejska) du powiat de Lublin, dans la Voïvodie de Lublin, dans l'est de la Pologne.
Son siège administratif (chef-lieu) est le village de Krzczonów, qui se situe environ 29 kilomètres au sud de la capitale régionale Lublin (siège du powiat et capitale de la voïvodie).
La gmina couvre une superficie de 128,15 kilomètres carrés pour une population de 4 942 habitants en 2006.

## Histoire
De 1975 à 1998, la gmina est attachée administrativement à l'ancienne Voïvodie de Lublin.

Depuis 1999, elle fait partie de la nouvelle voïvodie de Lublin.

## Géographie
La gmina inclut les villages (sołectwa) de :

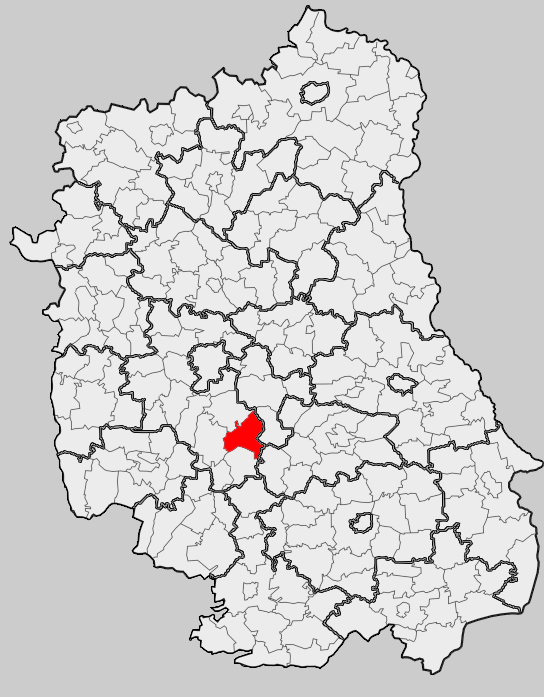
Position de la gmina dans la voïvodie

- Antoniówka
- Boży Dar
- Gierniak
- Kosarzew Dolny
- Kosarzew Górny
- Kosarzew-Stróża
- Krzczonów
- Krzczonów Drugi
- Krzczonów Pierwszy
- Krzczonów Trzeci
- Krzczonów-Folwark
- Krzczonów-Skałka
- Lewandowszczyzna
- Majdan Policki
- Nowiny Żukowskie
- Olszanka
- Piotrkówek
- Policzyzna
- Pustelnik
- Sobieska Wola Pierwsza
- Sobieska Wola Druga
- Teklin
- Walentynów
- Zielona
- Żuków Drugi
- Żuków Pierwszy
- Żuków-Kolonia

### Gminy voisines
La gmina de Krzczonów est voisine des gminy de :
- Bychawa
- Jabłonna
- Piaski
- Rybczewice
- Wysokie
- Żółkiewka

## Structure du terrain
D'après les données de 2002, la superficie de la commune de Krzczonów est de 128,15 kilomètres carrés, répartis comme telle :
- terres agricoles : 82 %
- forêts : 12 %

La commune représente 7,63 % de la superficie du powiat.

## Démographie
Données du 30 mars 2004 :
| Description        | Total  | Total | Femmes | Femmes | Hommes | Hommes |
| ------------------ | ------ | ----- | ------ | ------ | ------ | ------ |
| Unité              | Nombre | %     | Nombre | %      | Nombre | %      |
| Population         | 5 012  | 100   | 2 576  | 51,4   | 2 436  | 48,6   |
| Densité (hab./km²) | 39,1   | 39,1  | 20,1   | 20,1   | 19     | 19     |